# Klargul barrskogspraktmal
Klargul barrskogspraktmal (Denisia similella) är en fjärilsart som först beskrevs av Jacob Hübner 1796.  Klargul barrskogspraktmal ingår i släktet Denisia, och familjen praktmalar, (Oecophoridae). Arten är reproducerande i Sverige.